# Freden i Basel (1499)
Freden i Basel den 22. september 1499 var en aftale mellem kejser Maximilian I. af det Tysk-romerske rige og den gamle schweiziske føderation. Aftalen afsluttede den schwabiske krig efter slaget ved Dornach.
Schwaben-krigen opstod, fordi Schweiz modsatte sig Maximilian I.'s rigsreformer. For at få edsforbundet til makke ret, indledte Maximilian en krig mod forbundet.
Efter det afgørende nederlag for det schwabiske forbunds tropper i slaget ved Dornbach den 22. juli 1499 genoptoges fredsforhandlingerne mellem Maximilian I. og edsforbundet, som siden marts havde været ført uden resultat. I august var der fortsat ingen resultater, og hertugen af Milano Ludovico Sforzo sendte en gesandt til fredsforhandlingerne i Basel, da han var interesseret i en hurtig afslutning, således at han kunne få lejesoldater fra Schweiz til at modstå hans konflikt med Frankrig.
Den 22. september 1499 blev Freden i Basel besejlet. Herefter blev der fra begge sider frigivet både landområder og fanger, som var erobret under under krigen. Endvidere blev der besluttet følgende:
- Retterne i Prättigau og Schanfigg skylle hylde Habsburg, men måtte ikke straffes på grund af deres oprør under Schwaben-krigen. Deres medlemskab af edsforbundet skulle bestå.
- Landretten i Thurgau, som hidtil havde været i rigets pant og hørt til Konstanz, overgik til edsforbundet.
- Retsakter og alle beslutninger og processer fra det tysk-romerske rige mod edsforbundet blev ophævet
- Den retlige og territoriale status blev genoprettet som før krigen.

Som en følge af freden i Basel tilsluttede Basel og Schaffhausen sig edsforbundet, som herefter bestod af 13 områder.